# CSO Malas Pulgas
El Centre Social ocupat Malas Pulgas va ser un Centre Social Ocupat de la Ciutat de València, situat al número 1 del Carrer del Doctor Lluch, al barri del Cabanyal-Canyamelar. L'edifici va ser ocupat entre els anys 2000 i 2002, i de nou entre 2006 i 2007, quan seria definitivament desallotjat.

## Història
La història de l'edifici del número 1 del Carrer Doctor Lluch comença en 1910, quan s'erigix l'edifici que albergaria el Casino del Marítim. L'edifici constava de tres plantes, una superfície de més de 450 metres, i donava als carrers de Doctor Lluch, Armada Espanyola i de la Reina. En 1994 va ser adquirit per Eugenia Montero, neboda de José Padilla, qui tenia la intenció d'utilitzar l'immoble per a albergar un Museu dedicat al compositor. El projecte, que no va comptar amb l'ajut de l'ajuntament, mai va tirar endavant, i malgrat que la propietària acabara de rehabilitar-lo en 1997, la casa seria ocupada el 7 d'abril de l'any 2000.

### Primer desallotjament
El 14 d'octubre de 2002, i després d'una setmana de tensions entre els inquilins i membres del partit ultradretà España 2000, l'edifici va ser desallotjat per la policia. Els efectius de la policia van incloure huit furgonetes d'anti-avalots, agents de paisà, motocicletes i un helicòpter. Agents de l'empresa Levantina de Seguridad, vinculada a José Luís Roberto, líder d'España 2000, haurien ofert la seua ajuda a la policia en el desallotjament, i haurien acudit al mateix, insultant a la gent que va acudir al mateix per a solidaritzar-se amb els ocupes. Quatre ocupes serien detinguts i empresonats posteriorment, acusats d'associació terrorista, per dur a terme accions de resistència al desallotjament, si bé serien posats en llibertat cinc mesos després. Aquestes accions van incloure la crema d'un caixer automàtic i l'atac contra diverses immobiliàries del districte de Marítim.
Segons els responsables de l'ocupació, el CSO Malas Pulgas va ser un exemple de com rehabilitar una casa abandonada plena de runa, convertint-la en un espai on es realitzaven activitats culturals i on hi havia un menjador popular. Tanmateix, segons El País durant la primera ocupació haurien desaparegut de la casa mobiliari i pintures del segle xix, a més del piano Bulow amb què José Padilla va compondre algunes de les seues peces. Així mateix, també el marbre de l'escala, la fusta del terra i diversos frescos de la casa també haurien estat fets malbé.

### Segon desallotjament
Entre 2002 i 2006, l'edifici va estar abandonat. L'activitat ocupa de València va dirigir-se cap a altres punts, especialment al CSO Pepica La Pilona, centre ocupa situat al Carrer de Pavia, al mateix Barri del Cabanyal, i que era una antiga Drassana que va ser ocupada en 1996.
Quan en agost de 2006 un incendi va cremar l'edifici, els ocupes del CSO Pepica la Pilona van decidir tornar a ocupar l'edifici del Carrer Doctor Lluch, al que van posar el nom de Centre Anti Social Malas Pulgas.
Esta volta l'edifici va durar ocupat poc més de mig any, perquè el 17 de gener de 2007 una vintena d'agents de la policia va tornar a desallotjar l'immoble, que es trobava buit.
Després del desallotjament es va produir una sèrie d'incendis de vehicles i contenidors als districtes de Poblats Marítims i Benimaclet.

### L'edifici, en l'actualitat
El projectat Museu dedicat al Mestre Padilla mai no es va realitzar. En maig de 2012, i dos anys després que el Museu Padilla de Madrid fóra expropiat per problemes econòmics dels hereus, l'edifici del Cabanyal va ser posat en venda. L'immoble és propietat d'una entitat financera des de 2010 i va arribar a un acord amb el propietari del solar contigu per a posar en venda els dos immobles conjuntament, on podria edificar-se un edifici de cinc plantes.